# Haslea ostrearia
Espèce
Haslea ostrearia est une espèce de diatomées de la famille des Naviculaceae. Son nom commun est Navicule. Elle est connue pour sa production de marennine, un pigment bleu responsable de la coloration de certaines huîtres en Charente-Maritime (« huîtres fines de claires verte »).